# Hans Michael Wühr
Hans Michael Wühr (* 1942 in Berlin; † Mai 1981) war ein deutscher Maler und Künstler der Art Brut.

## Leben
Hans Michael Wühr wurde 1942 geboren. Sein Vater war der Kunsthistoriker und Autor Hans Wühr. Seine Mutter flüchtete mit ihm und seiner Schwester aus dem zerbombten Berlin. Die Familie lebte nach Ende des Zweiten Weltkrieges in einem bayerischen Dorf mit dem aus der Kriegsgefangenschaft entlassenen Vater. Die Kinder fremdelten und schufen sich eine Fantasiewelt aus Menschen, Tieren, Geistern und Halbwesen, die sie „Nichts“ nannten. Hans Wühr besuchte die Waldorfschule und begann im Anschluss Kunst in München und an der Wiener Akademie zu studieren. Nach einem Jahr brach er das Studium ab und versuchte in Paris als freier Künstler Fuß zu fassen. Es folgten Reisen nach Marokko und Drogenkonsum, er wandte sich fernöstlicher Mystik und dem Schamanismus zu.
1965 machte seine Schwester ihn im Pariser Hôpital de la Salpêtrière ausfindig, wo er nach einem Sturz in einen Metroschacht als suizidgefährdet eingewiesen worden war. Zurückgekehrt nach München pendelte er zwischen Psychiatrieaufenthalten und Familie. Um arbeiten zu können, setzte er die verordneten Psychopharmaka ab, meditierte und praktizierte Yoga. Von 1973 bis 1976 war er als Radierer in der Künstlerkolonie Worpswede tätig. Im Mai 1981 nahm er sich in einer depressiven Phase das Leben.

## Werk

Hans Wühr, ohne Titel (Mann mit Maultrommel), 1966, Sammlung Prinzhorn

Wühr arbeitete mit Feder oder Zeichenstift und schuf neben farbenfrohen großen Werken auch kleinformatige, teils kaum postkartengroße Bilder. Vermutlich entstanden sie unter dem Einfluss von starkem Marihuana- und Cannabiskonsum. Seine Bilder verlieren sich in „endlosen Linien, aus denen seine teils organischen, teils geometrischen Gebilde komponiert sind“. Wühr schuf eine surreale Welt, in der er seine visionären Eindrücke bildnerisch darstellte. „Sarkastisch und fantasievoll sind die Werke und erinnern teils an die märchenhafte Kunst des Orients“.
Wührs Werke gehören zum neuen Teil der Sammlung Prinzhorn. Neben Zeichnungen enthalten sie auch ein Selbstporträt und Fotografien. Mehrere seiner Werke wurden im Rahmen von Ausstellungen gezeigt:
- 2018: Das Team als Kurator. Neues und Unbekanntes aus der Sammlung Prinzhorn. Sammlung Prinzhorn, Heidelberg[4]
- 1966 wurde sein Werk in der Münchner Galerie Carroll mit einer Einzelausstellung gewürdigt.[2]